# Henkel
Henkel este o companie germană cu sediul în Holthausen, Düsseldorf, care produce în trei domenii de activitate   Laundry & Home Care (detergenți), Beauty Care (cosmetice) și Adhesive Technologies (adezivi). Pachetul majoritar de acțiuni (51,4%) este deținut de familia Henkel.
Henkel a vândut în anul 2007 diviziile de parfum, detergenți și uleiuri de masă, iar în 2008 a vândut afacerea cu tehnologii pentru tratarea apelor pentru a se concentra pe brandurile principale.
În anul 2008, Henkel a vândut participația la Ecolab, pentru 1 miliard de euro.
Tot în 2008, Henkel a cumpărat de la Akzo Nobel diviziile de Adezivi și Materiale Electronice, deținute anterior de către National Starch, pentru suma de 3,7 miliarde euro.
Henkel Central Eastern Europe (Henkel CEE) a înregistrat în 2008 o cifră de afaceri de 2,5 miliarde de euro, în creștere cu 13% față de anul precedent, contribuția diviziilor fiind de 44% - divizia Detergenți, 43% - divizia Adezivi Tehnologii, iar 13% - divizia Cosmetice.
Număr de angajați în 2008: 52.000
Cifra de afaceri în 2007: 13 miliarde euro
Venit net:
- 2008: 1,2 miliarde euro[3]
- 2007: 0,9 miliarde euro[3]

## Henkel în România
Henkel România a fost înființată în 1994, ca filială a companiei Henkel Austria (devenită în 1998 Henkel Central Eastern Europe).
Compania are două fabrici de adezivi, în București (cea mai mare din cadrul grupului) și în Câmpia-Turzii, care au o producție totală de peste 450.000 de tone.
Henkel România s-a clasat, în 2007, pe primul loc în topul țărilor membre ale Henkel Central Eastern Europe din punctul de vedere al ritmului de creștere, cu 36%.
Pe următoarele poziții s-au clasat Ucraina și Rusia cu creșteri de 35% și respectiv 31%.
Henkel România deține o cotă de piață de 45% pe segmentul adezivilor pentru placări ceramice și de 30% pe celelalte produse pentru pardoseli.
Henkel România comercializează următoarele mărci:
detergenți de rufe — Persil, Rex și Perwoll;
detergenți de vase — Pur;
balsam de rufe — Silan;
produse pentru geamuri și suprafețe lavabile — Clin;
produse pentru curățenia casei și a toaletei — Bref;
detergenți pentru mașina de spălat vase — Somat;
cosmetice — Fa, Palette, Taft, Gliss, Schauma, Bac;
pastă de dinți — Vademecum;
adezivi și tehnologii — Ceresit, Thomsit, Moment, Super Attak, Loctite și Teroson.
Principalii competitori ai Henkel pe piața autohtonă sunt Procter&Gamble, Colgate-Palmolive, Unilever, Beiersdorf AG, L'Oreal și Interstar Chim
Număr de angajați:
- 2011: 490[12]
- 2009: 534[13]
- 2008: 440[2]

Cifra de afaceri:
| Anul          | 2010 | 2009 | 2008 | 2007 |
| ------------- | ---- | ---- | ---- | ---- |
| milioane euro | 133  | 135  | 160  | 140  |